# Alexandra van Saksen-Altenburg

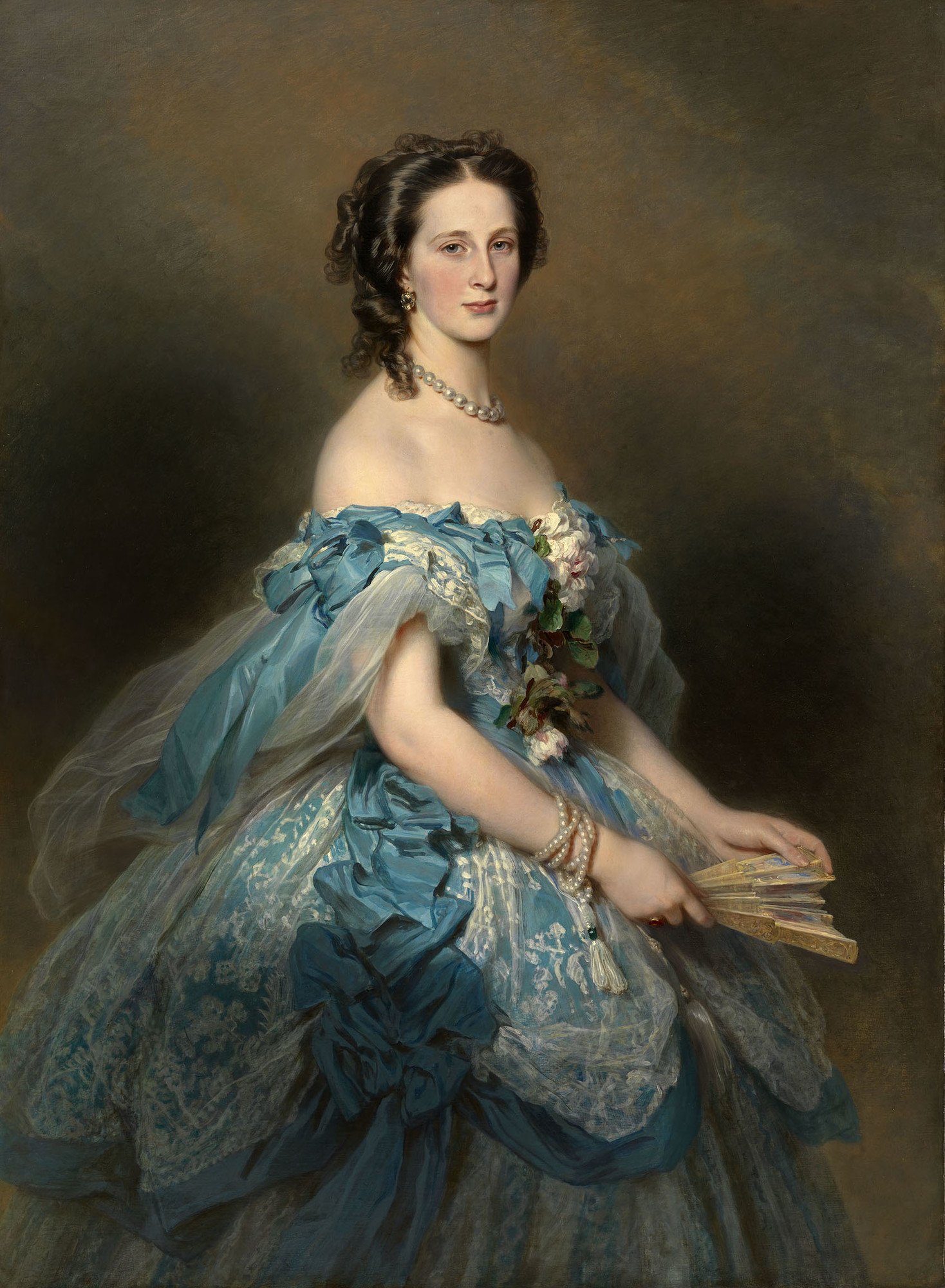
Alexandra van Saksen-Altenburg op een portret van Franz Xaver Winterhalter rond 1850

Elisabeth Alexandra Frederika Henriette van Saksen-Altenburg (Hildburghausen, Duitsland, 8 juli 1830 – Sint-Petersburg, Rusland, 6 juli 1911), prinses van Saksen-Altenburg, was de dochter van Jozef van Saksen-Altenburg en Amelie van Württemberg.
Alexandra's grootvader aan vaderskant was Frederik van Saksen-Altenburg en haar grootvader aan moederskant was Lodewijk van Württemberg, een broer van koning Frederik I en hij was ook een broer van tsarina Maria Fjodorovna. Alexandra was de vijfde dochter van hertog Jozef van Saksen-Altenburg en zijn vrouw. Alexandra had alleen maar zussen en geen broers. En toen haar vader in 1868 stierf werd hij opgevolgd door Alexandra's oom hertog George van Saksen-Altenburg. Alexandra was een jongere zus van Marie (1818-1907) zij werd de vrouw van de blinde koning George V van Hannover, Pauline (1819-1825), Theresia (1823-1915) en van Elisabeth (1826-1896) zij huwde groothertog Peter II van Oldenburg. Alexandra was een oudere zus van Louise (1832-1833).

## Huwelijk
Ze trouwde op 11 september 1848 te Sint-Petersburg, Rusland, met grootvorst Constantijn Nikolajevitsj van Rusland, de tweede zoon van tsaar Nicolaas I van Rusland. Ze kreeg na haar huwelijk de naam “Alexandra Josipovna Romanova” (Russisch: Александра Иосифовна Романова). Grootvorstin Alexandra was erg conservatief en onthield zich van de Russische society in Sint-Petersburg, die ze te modern en vooruitstrevend vond. Haar huis in Pavlovsk weerspiegelde haar behoudendheid; het leek uit een vervlogen tijd te stammen. Alles stamde nog uit de Directoire-stijl: de meubels, de tapijten, de kleding, enz. De meeste meubels waren aan het eind van de achttiende eeuw uit verschillende Europese landen geïmporteerd voor in de verschillende Russische paleizen. Pas in 1910 werd er elektriciteit aangelegd in het huis, waardoor de gloeilampen de kaarsen vervingen. 
Uit hun huwelijk werden zes kinderen geboren:
- Nicolaas (14 februari 1850 - 14 januari 1918), huwde Nadezjda Alexandrovna Dreyer.
- Olga (3 september 1851 - 18 juni 1926), trouwde met koning George I van Griekenland.
- Vera (16 februari 1854 - 11 april 1912), trouwde met hertog Eugenius van Württemberg, een achterkleinzoon van Frederik I van Württemberg.
- Constantijn (22 augustus 1858 - 15 juni 1915), trouwde met prinses Elisabeth van Saksen-Altenburg, een zus van Ernst II van Saksen-Altenburg.
- Dimitri (1 juni 1860 - 28 januari 1919), hij werd vermoord door de Bolsjewieken
- Vjatsjeslav (13 juli 1862 - 27 februari 1879), stierf op 16-jarige leeftijd.

Ze stierf op 6 juli 1911 op 80-jarige leeftijd te Sint-Petersburg, Rusland.